# Gouvernement Kristian Djurhuus I
Îles Féroé
Andrass Samuelsen Kristian Djurhuus II
Le gouvernement Kristian Djurhuus I est le 2e des îles Féroé. Le Parti de l'union et le Parti du peuple ont formé une coalition.

## Composition initiale (15 décembre 1950)
| Portefeuille                                     | Titulaire | Titulaire          | Parti |
| ------------------------------------------------ | --------- | ------------------ | ----- |
| Premier ministre                                 |           | Kristian Djurhuus  | SB    |
| Vice-Premier ministre Ministre sans portefeuille |           | Thorstein Petersen | FF    |
| Ministre sans portefeuille                       |           | Rikard Long        | FF    |

## Remaniement (15 septembre 1951)
| Portefeuille                                     | Titulaire | Titulaire         | Parti |
| ------------------------------------------------ | --------- | ----------------- | ----- |
| Premier ministre                                 |           | Kristian Djurhuus | SB    |
| Vice-Premier ministre Ministre sans portefeuille |           | Rikard Long       | FF    |
| Ministre sans portefeuille                       |           | Hákun Djurhuus    | FF    |